# Consigliere

Structure d'une famille du crime de la Mafia américaine (Cosa Nostra).

Un consigliere est un terme italien qui désigne un poste au sein de la structure de la mafia sicilienne, calabraise et américaine.

## Fonction
Le consigliere est le bras droit du Parrain et son conseiller personnel,.

## Dans la culture populaire
Le terme consigliere a été popularisé par le roman Le Parrain (The Godfather, 1969) de Mario Puzo, puis dans son adaptation cinématographique (1972) réalisée par Francis Ford Coppola. Dans ce film, le rôle du consigliere, Tom Hagen, était tenu par l'acteur Robert Duvall.[réf. nécessaire]